# 圣马夏尔达尔巴雷德
圣马夏尔-达尔巴雷德（法語：Saint-Martial-d'Albarède，法語發音：[sɛ̃ maʁsjal dalbaʁɛd]）是法国多尔多涅省的一个市镇，位于该省东北部，原属佩里格区，2017年起划至农特龙区。

## 地理
圣马夏尔-达尔巴雷德（45°19'30"N, 1°1'51"E）面积10.28 平方千米，位于法国新阿基坦大区多爾多涅省，该省份为法国西南部内陆省份，是法國本土面积第三大的省，大致对应佩里戈尔地区，北起顺时针与夏朗德省、上维埃纳省、科雷兹省、洛特省、洛特-加龙省、吉倫特省和滨海夏朗德省接壤。
与圣马夏尔-达尔巴雷德接壤的市镇（或旧市镇、城区）包括：克莱蒙代克西德伊、埃克西德伊、圣拉斐尔、图尔图瓦拉克、圣庞塔利-代克西德伊、圣日耳曼德普雷。
圣马夏尔-达尔巴雷德的时区为UTC+01:00、UTC+02:00（夏令时）。

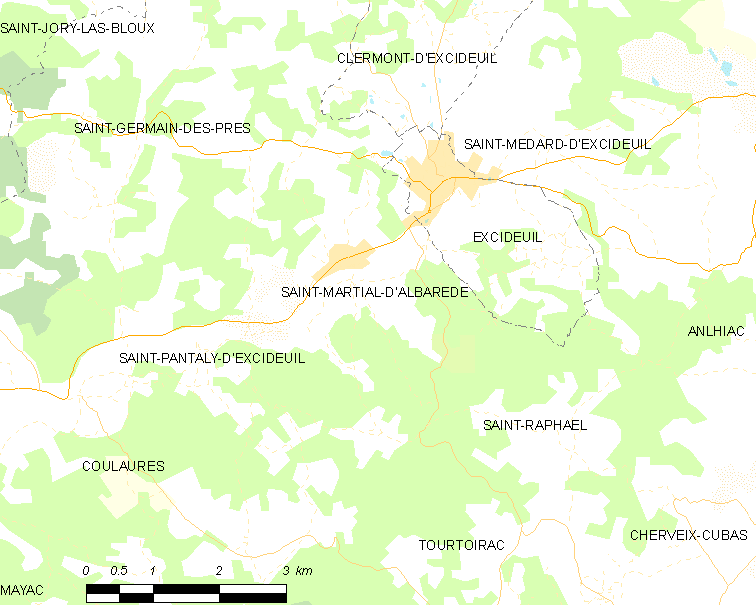
圣马夏尔-达尔巴雷德的OSM定位图

## 行政
圣马夏尔-达尔巴雷德的邮政编码为24160，INSEE市镇编码为24448。

## 政治
圣马夏尔-达尔巴雷德所属的省级选区为伊勒-卢-欧韦泽尔县。

## 人口

1962-2008年间圣马夏尔-达尔巴雷德人口变化图示

圣马夏尔-达尔巴雷德于2022年1月1日时的人口数量为485人。